# Castelnovo Bariano
Castelnovo Bariano es una localidad y comune italiana de la provincia de Rovigo, región de Véneto, con 3.034 habitantes.

## Evolución demográfica
| Gráfica de evolución demográfica de Castelnovo Bariano entre 1861 y 2001 |
|                                                                          |
| Fuente ISTAT - elaboración gráfica de Wikipedia                          |